# Contrapiso
El contrapiso o solera es una capa de hormigón pobre que se utiliza como mediador entre el terreno natural y el piso o solado. El término contrapiso es usual en Hispanoamérica, mientras que en España se usa solera.
Esta capa de relleno homogeneiza la superficie de trabajo, y permite transmitir las cargas del tránsito desde el piso hacia el terreno, evitando que algunos movimientos en el suelo por asentamiento o expansión generen grietas al revestimiento utilizado. El espesor usual es de aproximadamente 10 cm. En otros países de Iberoamérica se lo conoce como «falso piso» cuando va en contacto con el terreno natural y denominan «contrapiso» a la carpeta de cemento y arena utilizada para recibir alfombras (moquetas) o pisos cerámicos.
El espesor del contrapiso varía según su utilidad.

## Constitución
Se realiza con un tipo de hormigón denominado pobre, por su bajo contenido de aglomerante y reducida resistencia mecánica.
- Usualmente contiene cemento, agregado grueso (cascote de ladrillo triturado o escombro), agregado fino (arena) y agua. En países de América se les agrega cal. Dosificación: (1:1/8:4:3).
- En la actualidad, se utiliza el cemento de albañilería, agregado grueso, arena y agua. Dosificación: (1:8:4) a (1:3:5).

La solera es una placa de metal y sus medidas pueden variar, es comúnmente utilizada en la fabricación de herramientas o distintas estructuras metálicas dependiendo del tamaño de esta.
En la antigüedad las soleras se construían con piedras planas puestas en el suelo a modo de un ortostato. De ahí que también se extienda su uso a las aceras y/o calzadas por donde transitan personas o carros rodantes, que también eran construidas con piedras planas dispuestas horizontalmente conformando una losa.
En la actualidad estas losas se construyen con una capa de hormigón horizontal con un espesor de 5 a 25 cm —que dependerá del uso—, vertida sobre un terreno compactado. Puede ser de hormigón armado, para soportar la flexión. Entre el suelo compactado y la capa de hormigón, se conforma otra capa de grava de tamaño grande, de diámetro similar y limpia. Ésta sirve para impedir el paso de humedad del terreno al hormigón, por capilaridad (absorción). También se emplea macadán como sub-base en vías públicas.

## Contrapiso liviano
Existe también un tipo de contrapiso que emplea hormigón celular o concreto celular. Mientras el contrapiso tradicional posee una densidad que puede llegar a los 2200-2400 kg/m³, el contrapiso liviano pesa la mitad o menos (900-1100 kg/m³). Las ventajas de este sistema se basan en la presencia de microcélulas de aire en la composición de la malta que otorgan al producto final características particulares:
1. Óptimas propiedades de aislación térmica y aislación acústica al impacto de pisadas.
2. Menor peso. (Es importante en edificios de propiedad horizontal pues reduce a la mitad el peso de los contrapisos y el ahorro de inertes que es reemplazado por micropartículas de aire, permitiendo un redimensionamiento de la estructura portante).
3. Facilidad de aplicación y limpieza en obra, pues el contrapiso es bombeable y prácticamente autonivelante.
4. Excelente como aislante térmico en terrazas.
5. Rapidez de posa y menor costo final.
6. Posibilidad de variar la densidad/peso según las necesidades de obra (aislación/resistencia mecánica).
7. Con un espumígeno y una mezcladora de buena calidad no es necesario usar cal ni aditivos químicos para «plastificar» el compuesto. De la calidad del espumígeno depende la estabilidad de la espuma y en consecuencia los inertes se mantienen homogéneamente distribuidos y no provocan oclusiones de mangueras ni posibilidad de fisuras o zonas frágiles en el contrapiso terminado.

Para producir 1 m³ de contrapiso liviano (de densidad 1100 kg/m³) se necesitan: 600 kg de arena, 300 kg de cemento, 150 L de agua y 1 kg de agente espumígeno proteico (que genera alrededor de 500 L de espuma). Hoy es posible utilizar equipos móviles de dimensione reducida y bombear el contrapiso in situ, hasta cualquier altura. Estos equipos están dotados de una bomba impulsora potente que llega hasta 15 pisos de altura sin necesidad de estación de rebombeo. El resultado es ahorro de tiempo y mano de obra y una mejor calidad del contrapiso finalizado.
Con la nueva tecnología del contrapiso en concreto celular es posible producir 5 m³/h (más de 300 m² de contrapiso por día). Equipos más grandes llegan a producir hasta 15 m³/h.
- Contrapiso liviano.[5]

## Otras capas y variaciones
En las variantes más sencillas de solera, sobre el contrapiso se extiende una capa o carpeta impermeable de mortero de entre 2 a 4 cm de espesor que evita que la humedad del suelo ascienda al piso. Esta capa se realiza con un mortero constituido por cemento, agregado fino, hidrófugo y agua, de dosificación: (1:3 o 1:4).
No obstante, las soleras bien ejecutadas deben llevar una capa inferior de grava para evitar el ascenso de agua por capilaridad, y una capa superior de hormigón de al menos 10 cm que contenga una ligera armadura o mallazo de acero para evitar fisuras.
Este contrapiso debe estar perfectamente nivelado y liso, para lo cual se suele fratasar la superficie superior, de modo que pueda recibir la terminación o solado, para interiores. En el caso de azoteas, terrazas y sanitarios sirve para dar pendiente hacia los desagües pluviales o sanitarios.
Este solado puede ser de muchos tipos. lajas, mármol, granito, travertino, baldosas cerámicas al natural o esmaltadas, mosaicos de cemento coloreado, mosaicos graníticos, alfombras, maderas, linóleo, suelos vinílicos, goma sintética, pinturas de alto tránsito, etc.
Si el edificio posee un techo de losa de hormigón armado es usual disponerla nivelada, tanto para facilitar su construcción como para servir de base para colocar un cielorraso de mortero de cal o yeso. En este caso, es necesario dar pendiente al plano de la azotea para conducir el agua de lluvia a los drenajes, para lo que se puede utilizar un contrapiso o capa de pendiente de espesor variable, cuyo grosor no debe ser inferior a los 8 cm en el lado más bajo, ni superior a los a 30 cm en el más alto. Sobre este contrapiso se dispone una capa de mortero más resistente.
En autoconstrucción o en construcciones muy económicas, cuando el solado se forma con baldosas de dimensiones mayores a 15 cm de lado, en ocasiones el hormigón se sustituye por cascotes de ladrillos, piedra partida o escoria limpia, debidamente apisonados y regados con agua de cal.

## Ejemplos del uso en ingeniería
Los espesores más usados, según el uso de la solera son:
- Sin circulación de vehículos: 10 cm de espesor (hormigón + 1 armadura) y 10 cm de base (macadán).
- Con circulación de vehículos ligeros: 15 cm de espesor (hormigón + 2 armaduras) y 15 cm de base.
- Con circulación de vehículos pesados: 20 cm de espesor (hormigón + 2 armaduras), 20 cm de base y sub-base de zahorra.

Se han de realizar juntas de dilatación, de forma perimetral de 5 cm de grosor y creando zonas (paños) menores de 100 m². Se han de rellenar con un material elástico.

## Reseña histórica

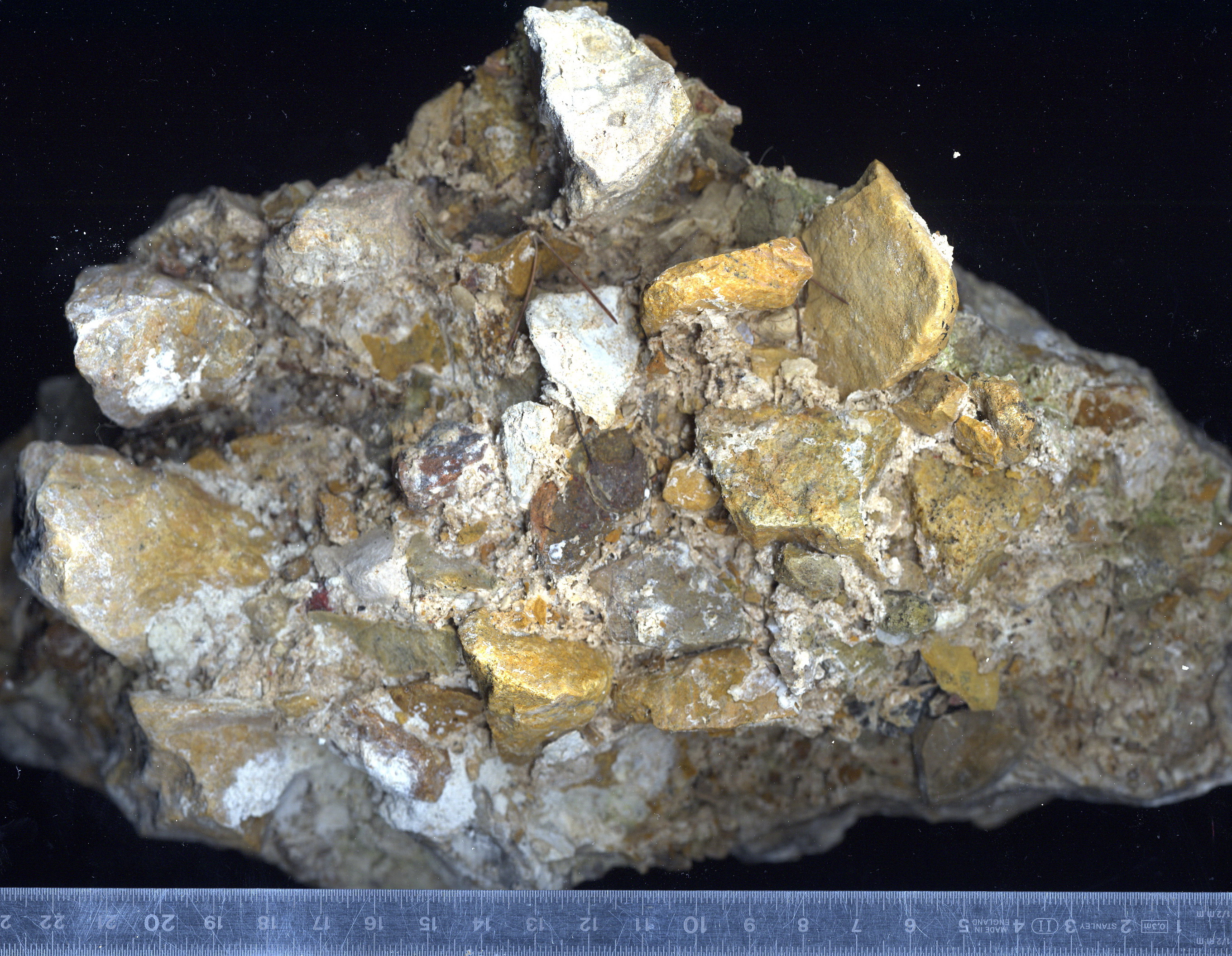
Fragmento de hormigón de un acueducto romano.

Se atribuye a los etruscos la invención del hormigón,[cita requerida] que fue utilizado profusamente por los romanos para construir contrapisos y soleras, rellenar muros y murallas, conformar las bóvedas de los techos, servir de base en caminos y calzadas, en acueductos, entre otros. Para esto utilizaban piedra caliza calcinada que luego molían y utilizaban como aglomerante. En zonas volcánicas se encontraban piedras denominadas puzolanas a las que solamente molían y luego mezclaban con los áridos y agua para elaborar el hormigón.
En todos los casos se utilizaba como material de relleno debido a su relativamente baja resistencia a tracción. A pesar de esto y pasados dos mil años se lo puede encontrar en las ruinas de las termas de Caracalla, el Coliseo de Roma y en múltiples lugares por donde se expandió el Imperio romano.